# Blepharepium secabile
Blepharepium secabile är en tvåvingeart som först beskrevs av Walker 1860.  Blepharepium secabile ingår i släktet Blepharepium och familjen rovflugor. Inga underarter finns listade i Catalogue of Life.